# Lerpak
Lerpak is een bestuurslaag in het regentschap Bangkalan van de provincie Oost-Java, Indonesië. Lerpak telt 9023 inwoners (volkstelling 2010).